# Pseudodipsas una
Pseudodipsas una är en fjärilsart som beskrevs av D'abrera 1971. Pseudodipsas una ingår i släktet Pseudodipsas och familjen juvelvingar. Inga underarter finns listade i Catalogue of Life.